# کورین دیاکره
کورین دیاکره (به انگلیسی: Corinne Diacre) مربی فوتبال (زاده ۴ اوت ۱۹۷۴) اهل کشور فرانسه بود که سابقهٔ بازی در زنان فرانسه را در کارنامهٔ خود دارد. وی پس از انصراف هلنا کاستا از مربیگری تیم کلرمونت اولین مربی زن است که در یک تیم حرفه‌ای مردان مربیگری کرده‌است